# 伯廷根
伯廷根是德国巴登-符腾堡州的一个市镇。总面积16.31平方公里，总人口1465人，其中男性733人，女性732人（2011年12月31日），人口密度90人/平方公里。